# Russell Coutts
Russell Coutts (Wellington, 1 de março de 1962) é um velejador neozelandês, medalhista olímpico. Ele competiu nos Jogos Olímpicos de Verão de 1984 na classe Finn e conquistou a medalha de ouro, tendo totalizado 34.7 pontos no final das sete regatas.
Coutts foi educado na Otago Boys' High School (1975–1979) e é membro vitalício do Paremata Boating Club, onde aprendeu a velejar na classe P, e do Ravensbourne Boating Club. As conquistas de Coutts incluem a Copa América cinco vezes, os campeonatos mundiais juvenis da ISAF, três campeonatos mundiais de Match Racing, inúmeras vitórias em match race internacionais e IOR, IMS e One Design vitórias no Campeonato Mundial. Como capitão/timoneiro nas corridas da Copa América, ele tem um histórico perfeito com 15 vitórias e nenhuma derrota (1995, 2000, 2003).
Na Nova Zelândia, Coutts foi homenageado com a nomeação como Membro da Ordem do Império Britânico nas Honras de Ano Novo de 1985 e depois elevado ao posto de Comandante da Ordem do Império Britânico nas Honras de Aniversário da Rainha de 1995.